# Histopatología
La histopatología (compuesto de tres palabras griegas: ἱστός histos ‘tejido’, πάθος pathos ‘sufrimiento’ y -λογία logia ‘estudio de’ se refiere al examen microscópico del tejido para estudiar las manifestaciones de enfermedades. Para la medicina clínica en particular, la histopatología se refiere al examen de una biopsia o de una muestra quirúrgica por un patólogo después de que la muestra se haya preparado y de que los cortes histológicos se hayan colocado en portaobjetos de vidrio. En cambio, la citopatología examina las células aisladas o los microfragmentos de tejido (como ‘bloques celulares’). 

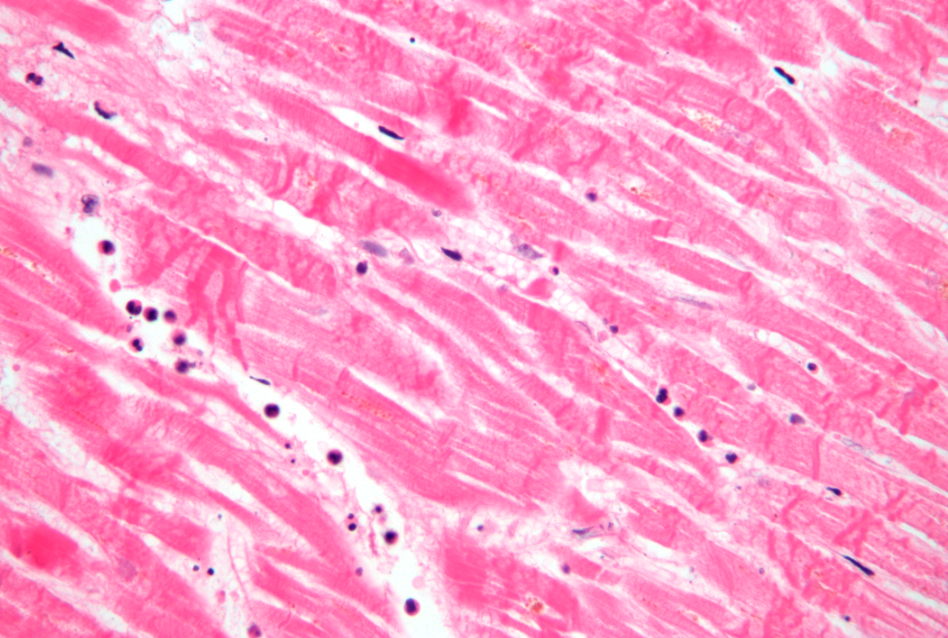

## Colección de tejidos
El examen histopatológico de los tejidos empieza con la cirugía, la biopsia o la autopsia. El tejido se extrae del cuerpo o de la planta y luego, habitualmente tras una disección en fresco por manos expertas , se coloca en un fijador que estabiliza los tejidos para evitar su descomposición. El fijador más común es el formol neutro tamponado al 10 % (correspondiente con el 3.7 % p/v de formaldehído en agua neutra tamponada, como la solución salina tamponada con fosfato).

## Preparación para la histología

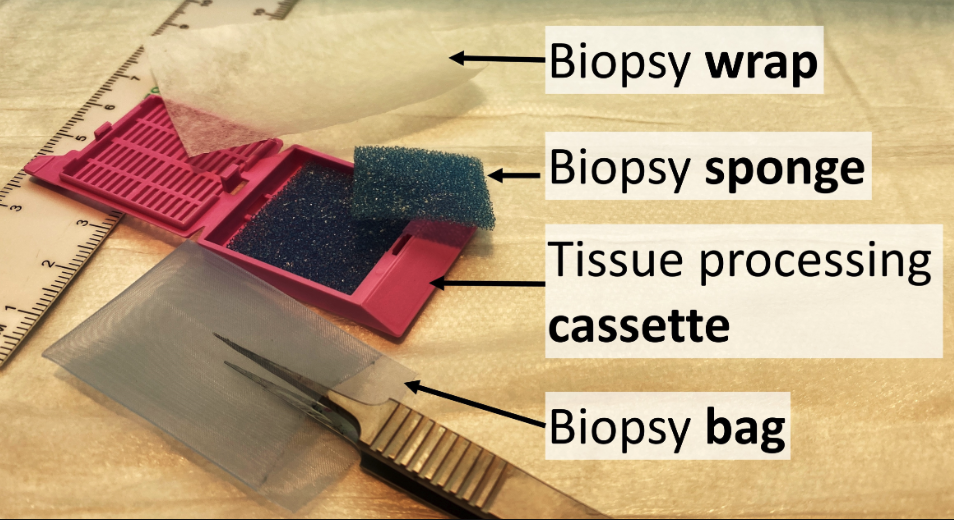

A continuación, el tejido se prepara para su observación con un microscopio mediante la fijación química o el corte por congelación.
Si se recibe una muestra de gran tamaño, por ejemplo, de una intervención quirúrgica, un patólogo examina la muestra de tejido y selecciona la parte que tiene más probabilidades de ofrecer un diagnóstico útil y preciso; esta parte se extrae para ser examinada en una preparación que se conoce comúnmente como descripción macroscópica o corte. Las muestras más grandes se cortan para situar sus estructuras anatómicas correctamente en el casete. Algunas muestras (especialmente las biopsias) pueden someterse a una preinclusión en agar para garantizar la correcta orientación del tejido en el casete, luego en el bloque y luego en el portaobjetos para el examen microscópico diagnóstico. A continuación, se coloca en un casete de plástico durante la mayor parte del resto de la preparación.

### Fijación química
Además del formol, se han utilizado otros fijadores químicos. Sin embargo, con la llegada de la tinción inmunohistoquímica (IHQ) y las pruebas diagnósticas de patología molecular para estas muestras, el formol se ha convertido en el fijador químico estándar para el diagnóstico histopatológico humano. Los tiempos de fijación para las muestras muy pequeñas son más cortos y existen estándares en la histopatología diagnóstica en humanos.

### Preparación
El agua de la muestra se extrae en etapas sucesivas mediante el uso de concentraciones crecientes de alcohol. En la última fase de deshidratación, se utiliza xileno en vez de alcohol: esto se debe a que la parafina usada en la siguiente etapa es soluble en xileno pero no en alcohol, permitiendo que la parafina infiltre (impregne) la muestra. Normalmente, esta preparación es automatizada y se realiza durante la noche. La muestra impregnada en parafina se transfiere posteriormente a un contenedor (normalmente metálico) para la inclusión de las muestras individuales. Por último, se introduce parafina fundida en el contenedor alrededor de la muestra y se enfría hasta su solidificación para que se incluya en el bloque de parafina.  Esta preparación es necesaria para conseguir una muestra correctamente orientada y lo suficientemente sólida como para obtener un(os) corte(s) fino(s) con el microtomo para el portaobjetos.
Una vez terminada la inclusión en el bloque de parafina, se realizan cortes del mismo y estos se colocan habitualmente en la superficie del agua de un baño de flotación para que floten y se extiendan dichos cortes. Esto suele hacerse a mano y es un trabajo cualificado (auxiliar de laboratorio de histología) en el cual el personal del laboratorio elige qué partes de la cinta de parafina de la muestra,cortada por el microtomo, se coloca en los portaobjetos. Normalmente, se preparan varios portaobjetos de diferentes planos de todo el bloque. A continuación, se tiñe el corte fino colocado en el portaobjeto y se le coloca un cubreobjetos protector encima. Para las tinciones comunes, se suele utilizar una preparación automatizada, pero las tinciones poco usadas suelen hacerse a mano.

### Preparación de cortes por congelación
El segundo método de preparación histológica se denomina preparación de los cortes por congelación. Se trata de un método científico muy técnico realizado por un histocientífico formado. En este método, el tejido se congela y se realizan cortes finos utilizando un microtomo montado en un dispositivo de refrigeración por debajo del punto de congelación llamado criostato.  Los cortes finos congelados se montan en un portaobjetos de vidrio, se fijan inmediatamente y de manera breve en un líquido fijador y se tiñen utilizando técnicas de tinción similares a las de los cortes tradicionales incluidos en parafina. Las ventajas de este método son la rapidez de preparación, la menor necesidad de equipamiento y la menor necesidad de ventilación en el laboratorio.  El inconveniente es la mala calidad del portaobjeto obtenido. Se utiliza en la patología intraoperatoria para realizar determinaciones que puedan ayudar a elegir el siguiente paso en la cirugía durante esa sesión quirúrgica (por ejemplo, para determinar preliminarmente durante la cirugía si la resección tiene un margen libre de tumor).

## Tinción de portaobjetos histológicos preparados

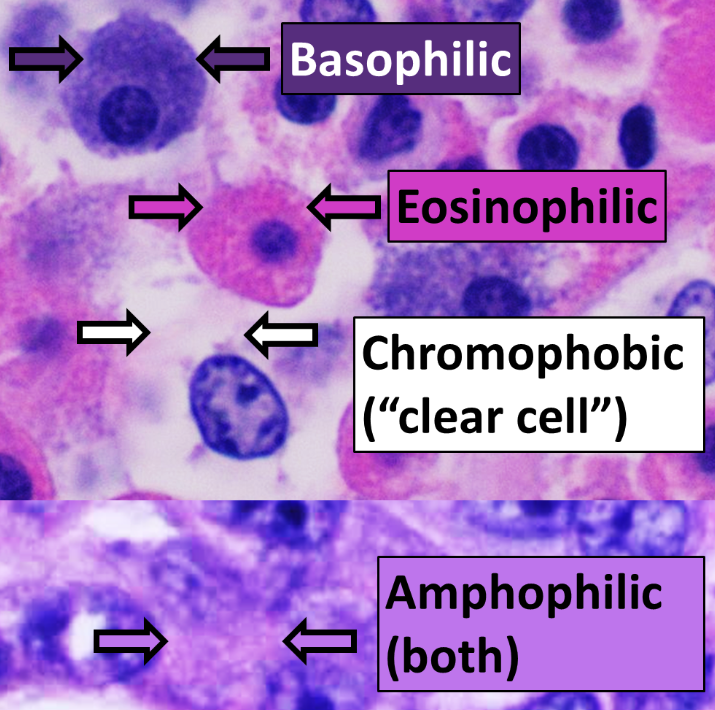

Esto se puede hacer a los portaobjetos preparados con fijación química o a los portaobjetos con cortes por congelación.  Para ver el tejido con un microscopio, los cortes se tiñen con uno o más pigmentos. El objetivo de teñir es revelar los componentes celulares; las contratinciones se utilizan para proporcionar contraste.
La tinción más utilizada en histología es una combinación de hematoxilina y eosina (a menudo abreviada como H&E). La hematoxilina se utiliza para teñir los núcleos de azul, mientras que la eosina tiñe de rosa el citoplasma y la matriz extracelular de tejido conectivo. Hay cientos de muchas otras técnicas usadas para teñir selectivamente las células. Otros compuestos utilizados para teñir los cortes de tejido incluyen la safranina, el Oil Red O, el rojo Congo, las sales de plata y los colorantes artificiales. La histoquímica se refiere a la ciencia que utiliza las reacciones químicas entre los productos químicos de laboratorio y los componentes de los tejidos. Una técnica histoquímica realizada con frecuencia es la reacción del azul de Prusia de Perls, que se usa para detectar los depósitos de hierro en enfermedades como la hemocromatosis. Recientemente, se han utilizado anticuerpos para teñir determinadas proteínas, lípidos y carbohidratos. La técnica denominada inmunohistoquímica ha aumentado significativamente la capacidad de identificar categorías de células de manera específica con un microscopio. Otras técnicas avanzadas incluyen la hibridación in situ para identificar moléculas específicas de ADN o ARN. Estos métodos de tinción con anticuerpos a menudo requieren el uso de cortes histológicos congelados. Estas técnicas también se llevan a cabo en el laboratorio bajo el control y la precisión de un científico especialista formado en laboratorio clínico (un histólogo). Las cámaras digitales se utilizan cada vez más para capturar imágenes histopatológicas.

## Interpretación
Los portaobjetos histológicos son examinados con un microscopio por un patólogo, un médico especialista que ha completado un programa de formación reconocido. Este diagnóstico médico se redacta en un informe de patología que describe los hallazgos histológicos y la opinión del patólogo. En el caso del cáncer, esto representa el diagnóstico tisular necesario para la mayoría de los protocolos de tratamiento.  En la extirpación del cáncer, el patólogo indicará si el margen quirúrgico está libre o si está comprometido (cuando queda cáncer residual).  Esto se realiza usando la técnica ‘en rebanadas de pan de molde’ (bread loafing) o el método de preparación CCPDMA. Los artefactos visuales microscópicos pueden potencialmente causar un error diagnóstico de las muestras.

### En el infarto de miocardio
Después de un infarto de miocardio (ataque al corazón), no se observa ninguna histopatología en aproximadamente los primeros 30 minutos. El único signo que puede aparecer en las primeras 4 horas es la ondulación de las fibras en el margen. Sin embargo, después se inicia una necrosis por coagulación con edema y hemorragia. Después de 12 horas, se observa cariopicnosis e hipereosinofilia de los miocitos con bandas de contracción necróticas en los márgenes, así como el inicio de la infiltración por neutrófilos. Entre los días 1-3 hay una continua necrosis por coagulación con pérdida de núcleos y estrías, y hay un aumento de la infiltración de neutrófilos en el intersticio. Hasta el final de la primera semana después del infarto, se inicia la desintegración de las fibras musculares muertas, la necrosis de los neutrófilos, y comienza la eliminación de las células muertas en el margen por parte de los macrófagos, que aumenta en los días sucesivos. Una semana después, también se inicia la formación de tejido de granulación en los márgenes, que madura a lo largo del mes siguiente, y hay un aumento del depósito de colágeno y una disminución de la celularidad hasta que la cicatrización miocárdica está totalmente madura, aproximadamente a los 2 meses del infarto.